# Phylloboea glandulosa
Phylloboea glandulosa är en tvåhjärtbladig växtart som beskrevs av Brian Laurence Burtt. Phylloboea glandulosa ingår i släktet Phylloboea och familjen Gesneriaceae. Inga underarter finns listade i Catalogue of Life.